# بيركهولدرية ملوثة
بيركهولدرية ملوثة (الاسم العلمي:Burkholderia contaminans) هي نوع من البكتيريا تتبع جنس البيركهولدرية من فصيلة البيركهولدرات.